# Gunnessia
Gunnessia es un género monotípico de plantas fanerógamas de la familia Apocynaceae. Su única especie es Gunnessia pepo P.I.Forst.. Es originario de Australia.

## Distribución y hábitat
Se distribuye por Australia (Queensland). Se encuentra entre matorrales de enredaderas de hoja caduca.

## Descripción
Son lianas; con el látex de color blanco o amarillo; brotes densamente pubescente a lo largo de dos líneas.  Las láminas foliares tienen 15 cm de largo y 10 cm de ancho, ovadas, basalmente redondeadas a cordadas, el ápice acuminado.
Las inflorescencias son extra-axilares, solitarias, con 1-8 flores, simples, pedúnculos escasamente pubescente; pedicelos pubescentes a lo largo de dos líneas; las brácteas florales triangulares.

## Taxonomía
Gunnessia pepo fue descrita por Paul Irwin Forster y publicado en Austrobaileya 3(2): 282. 1990.